# Euphorbia stygiana subsp. santamariae
Euphorbia stygiana subsp. santamariae é uma subespécie de planta com flor pertencente à família Euphorbiaceae. 
A autoridade científica da subespécie é H.Schäf., tendo sido publicada em Dissertationes Botanicae 374: 89. 2003.

## Portugal
Trata-se de uma subespécie presente no território português, nomeadamente no Arquipélago dos Açores.
Em termos de naturalidade é endémica da região atrás referida.

## Protecção
Não se encontra protegida por legislação portuguesa ou da Comunidade Europeia, nomeadamente pelo Anexo II e IV da Directiva Habitats e pelo Anexo I da Convenção sobre a Vida Selvagem e os Habitats Naturais na Europa.